# Carex planiscapa
Carex planiscapa là một loài thực vật có hoa trong họ Cói. Loài này được Chun & F.C.How mô tả khoa học đầu tiên năm 1958.